# 中島洋平
中島 洋平（なかじま ようへい、1985年8月22日 - 、男性）は、日本のプロレスラー。本名は中島 洋平。 東京都練馬生まれ、北海道函館市育ち。
本名で活動するほか、同時に覆面レスラーのブラックめんそーれ（Black Mensore）や、同じくクリストバル（Cristobal）など複数のリングネーム・キャラクターで活動している（後述）。

## 経歴

### デビューまで
中学2年の時にプロレス中継を見てプロレスに興味を持ち、佐々木健介対天龍源一郎戦の試合を見てプロレスに魅了された、北海道函館中部高等学校1年生の時にウルティモ・ドラゴンの自伝『素顔のマスクマン』を読み闘龍門の存在を知り、闘龍門に入門したいと思うようになる。両親（母親）は高校を卒業すれば好きにしてよいと条件付きで了承してくれた。
高校入学まで格闘技の経験なし。プロレス入り前にはテコンドー、柔道（黒帯）を経験している。
2004年4月、闘龍門の15期生として入門。しかし、ほどなく闘龍門MEXICOとDRAGON GATEの2派に分裂。練習生を減らすためのテストが行われテストに落選した中島は一旦、函館に帰ることとなる、この時はテストの合否に関わらずプロレスを辞めるつもりでいたとのこと。その後、DRAGON GATEを辞めた悪冠一色の菅原拓也より誘いを受けてDragondoorの立ち上げの手伝いをすることとなり、セコンド業務のために東京に通ううちにもう1度プロレスラーを目先そうと思うようになり再び上京。
2006年デビュー前であるが、大鷲プロレスでエキシビションマッチを行い、練習生のままDragondoorを経由して2007年にプロレスリングElDoradoに所属となり、メキシコへ渡る。メキシコではKAI、大和ヒロシ、佐々木大輔、江本敦子などと共に行動していた。
2007年4月29日、メキシコでデビューを果たした。

### めんそ〜れ親父
2008年3月、日本に帰国。沖縄プロレスより「1年間修行にこないか」との誘われ、沖縄行きを決めた。7月、沖縄プロレスに旗揚げ当初からマスクマン「めんそ〜れ親父」として参戦。
2010年9月16日、本名でNEVER.2に参戦。
5月23日、怪人ハブ男とのタッグでMWF世界タッグ王座を奪取。
2011年7月、チューバートーナメント2011で準優勝。2011年8月12日、MWF世界タッグ王座から陥落。
12月、全日本プロレス沖縄大会に参戦。メキシコ時代の同期的存在のKAIと組み、やはりメキシコ時代の仲間の大和、沖縄での先輩怪人ハブ男と闘ったことによりプロレスを辞めたいという気持ちを吹き飛ばした。
2012年からはフリーで関東を中心に活動。みちのくプロレス、全日本プロレス、KAIENTAI-DOJO、ユニオンプロレスなどに参戦。
2014年SUSHIとのタッグ寿司親父でアジアタッグ王者に挑戦し敗北。
6月30日、鈴木鼓太郎の持つGAORA TV王座に地元函館で挑戦するも敗北。

### 中島洋平
7月27日、全日本プロレス後楽園ホール大会でマスクを自ら脱ぐ。その直後に、鈴木からの勧誘に答え、寿司親父を一方的に解散し、Xceedに加入する。その後しばらくの間、全日本では素顔の中島洋平として、全日本以外の団体から受けているオファーに関してはめんそ〜れ親父として出場していた。
9月12日、全日本プロレスへ入団。
2015年8月16日、SUSHIの負傷欠場による返上で空位となっていたGAORA TV チャンピオンシップをビリーケン・キッドと争う。結果は顔面蹴りで勝利し、見事に第7代GAORA TV王者となる。なお、SUSHIの欠場そのものも、自身の放った顔面蹴りによるものである。
2016年5月25日、当時全日本プロレス社長だった秋山準の要請により、「AJレンジャー」のレッドになる。
2017年8月27日に両国国技館で行われた興行の第1試合では阿部史典とのタッグで、野村卓矢と青木優也のタッグと対戦。跳び後ろ廻し蹴りからの片エビ固めで4分18秒フォール勝ち。
2017年北井孝英が運営するパーソナルトレーニングジムK.O.GYMでトレーニングの様子が取材されている。

### ブラックめんそーれ

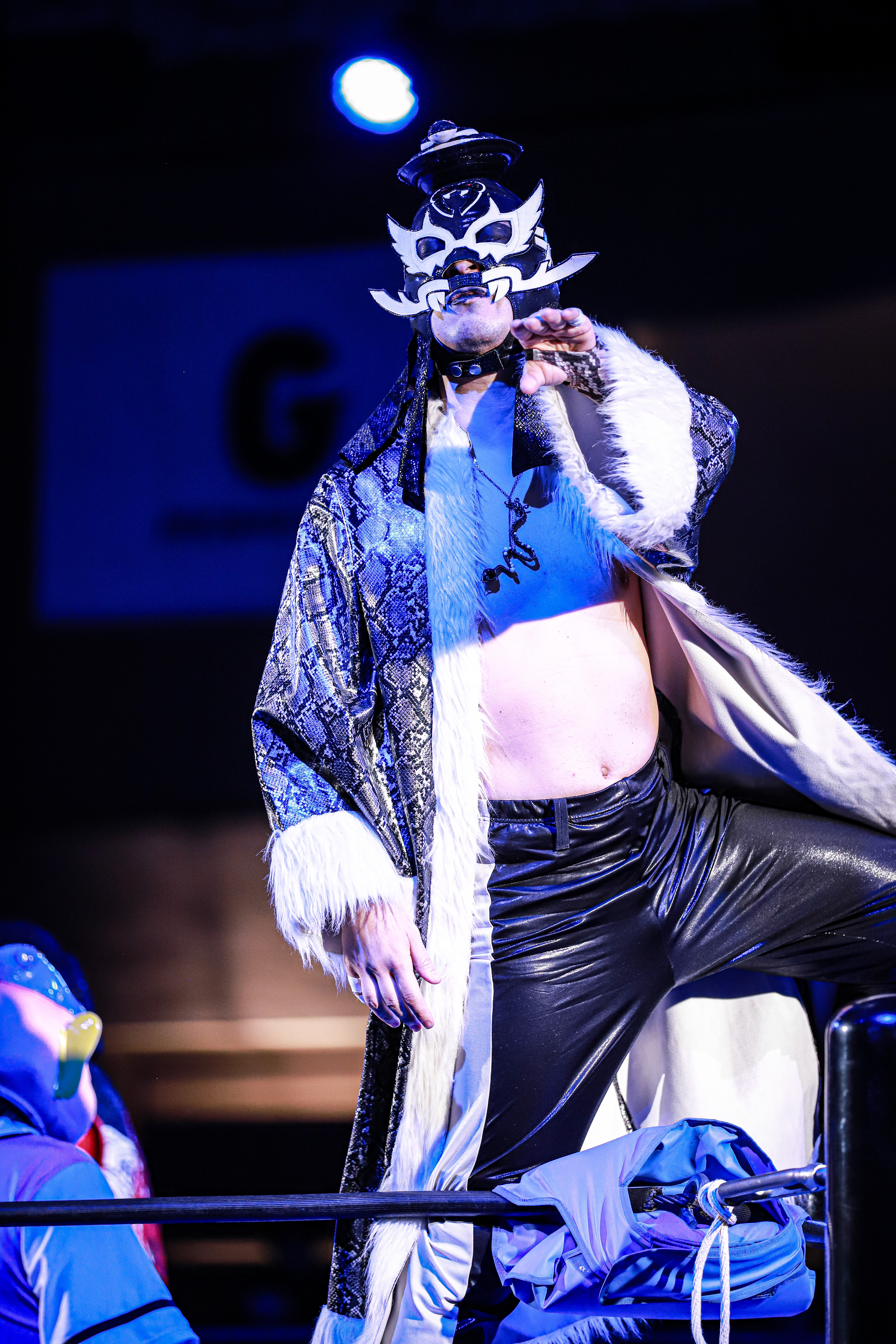
2023.08.23 GLEAT x AJPW 後楽園ホール ブラックめんそーれ選手

2018年7月31日、ジュニアタッグリーグでパートナーがブラックタイガーVIIになったことによりリーグ戦をボイコット。代行選手としてめんそ〜れ親父に酷似したブラックめんそーれなるマスクマンがエントリー。めんそ〜れ親父と違い黒を基調とし、頭にはソーキそばではなくどんぶりに入ったハブが乗っている。
2023年3月1日開催の『ジュニア夢の祭典 〜ALL STAR Jr. FESTIVAL 2023〜』では第6試合8人タッグマッチに出場。
2024年1月31日付けで全日本プロレスを退団。退団の理由として「内輪のゴタゴタもあって、今の会社と僕が合わない」と明かしており2月以降はフリーとして他団体に参戦する。

### クリストバル
2024年5月4日、WRESTLE MAGIC 2024両国国技館大会にて敗戦したアレハンドロに駆け寄って助けた黒いマスクマンとして登場。のちに清宮と拳王にアレハンドロと直談判しALL REBELLION加入する。5月21日後楽園ホール大会にてリングデビューした。7月の大会にて脳震盪を起こし欠場。
10月28日、MONDAY MAGIC新宿大会にてマスカラ・コントラ・マスカラ戦にアレハンドロに敗北したためマスクを脱ぐと素顔が現れたとたん暗転、照明がつくとブラックめんそーれのマスクをかぶった。

## 得意技
ダイビングフットスタンプ
スネークボーイ
五稜郭クラッチ
裏夜景
変形腕極め卍固め
跳後廻蹴
R-15と同型。相手と向かい合って右足を軸にして体を右方向へと軽く捻って相手に背中を向けた状態になったところで両足を軽く折り曲げて反動をつけて両足で踏み切ってジャンプして体を右方向へと軽く捻って振り上げた右足の鍾部分で相手の右頭部を蹴り飛ばす。
シャバイン
シュバインと同型。
バズソーキック
仰向けになった相手の上半身を起こして相手の左側頭部を振り抜いた右足の甲で蹴り飛ばす。
トラースキック
各種キック

## 入場曲
- Ninja
- プレイバックPart2

## タイトル歴
沖縄プロレス
- MWF世界タッグ王座（第3代、第6代）（パートナーは怪人ハブ男）

紅白プロレス合戦
- UWA世界タッグ王座（第17代）（パートナーは日高郁人）

全日本プロレス
- GAORA TV王座（第7代、第9代、第11代、第13代、第24代）
- 全日本プロレスTV認定6人タッグ王座（初代）（パートナーは大森隆男、カーベル伊藤）

## エピソード
- コミュニティFM局「オキラジ」（85.4Mhz）で毎週木曜14:30 - 15:00（30分）の放送となっている『コザ十字固め』（2010年9月9日 - ）のメインパーソナリティを務めていたが、2011年6月9日の放送からTV番組への参加等により多忙となりレギュラーを外れた。
- GAORA TV チャンピオンシップを恋人のように扱っており、「アモーレ」と呼んでいる。選手権試合に勝利した後は抱きしめてキスをする、自身の母親に正式に会わせるなど、ベルトに対しての奇行は枚挙に暇が無い。その割に防衛が中々出来ずに奪われ取り返してを繰り返している。
- 拳王が仮装バトルロイヤルでめんそ〜れ親父の格好をしたり、自身の YOUTUBEチャンネルの企画で、全日本プロレスの会場近くでブラックめんそーれの格好をして全日本プロレスのファンにアンケートをしたりと、なぜか拳王から弄られていた。なお、その当時は両者の接点は全くなかったが、2024年になってクリストバルとしてノアのリングに上がるようになり、またブラックめんそーれとして拳王とタッグマッチながら対戦する等、現在は拳王と関わりを持つようになっている。

## ラジオ出演
- 中島洋平の全日日和⤴︎（燕三条エフエム、不定期、2015年7月25日 - 2018年）
- 川上真樹のMakcie's Cafe（毎月第4土曜日放送） - 録音放送